# Narcís de Castellví i de Villalonga
Narcís Maria de Castellví i de Villalonga (Tarragona, 1831 - 1895) fou un advocat i polític català.
Pertanyia a una il·lustre i distingida família establerta a la vila de Montblanc el 1537. Va estudiar la carrera de jurisprudència i se'n va llicenciar l'any 1854. Tanmateix, no va exercir d'advocat, sinó que es va consagrar a la política.
Durant la darrera etapa del regnat d'Isabel II, va ser regidor de l'Ajuntament de Tarragona presidit per Josep Maria Albanés i Sunyer, i després diputat provincial. Després de la revolució de 1868, s'adherí al carlisme.
Per suposada conspiració carlina, el 10 de maig de 1869, va ser detingut a Tarragona i conduït a Barcelona; allà va romandre incomunicat, i després el van traslladar primer a l'antic monestir de Montsió i després á la Ciutadella de Barcelona, on hi havia uns 56 presos carlins, entre ells Joaquim de Bolòs i Saderra, Joan Castells, Joan de Suelves (nebot del marquès de Tamarit), i el coronel Francesc Sagarra. Finalment va ser traslladat al castell de Montjuïc amb Bolòs i el coronel Goicoechea, i, segons les memòries de Bolòs, van ser internats 16 presos en un calabós del castell on no hi cabien vuit llits. Van elevar una queixa al capità general Gaminde, qui va ordenar que fossin traslladats a un pavelló, però el governador es va venjar, i va privar que els portessin el menjar, havent de menjar de la dolentíssima cantina del castell. Quan sortien a prendre l'aire, s'ajuntaven 60 presos, entre ells Castells, per la qual cosa eren molt vigilats. L'agost del mateix any van ser posats en llibertat.
Conegudes les seves idees polítiques, en les eleccions generals espanyoles de 1871, Castellví va ser presentat candidat a diputat pel districte del Vendrell i sense suport de la coalició que els carlins havien fet amb els republicans en altres circumscripcions, va obtenir uns 2.100 vots, deixant en uns 1.000 al candidat ministerial i en uns 700 al republicà. No va publicar cap manifest, ja que era molt conegut a Tarragona i no creia necessari fer una nova professió de fe.
Durant la tercera guerra carlina va patir el desterrament. Morí a Tarragona 12 de juny de 1895. A l'acte del sepeli van concórrer molts socis del cercle tradicionalista i els regidors carlins de Tarragona, figurant en la presidència del dol el marquès de Tamarit, cap provincial del partit.
Es va casar amb Pilar Rubiés i Sala, cunyada del polític conservador Jenaro Vivanco Menchaca, i va tindre per filla Mercè de Castellví i Rubiés, qui es casà amb l'advocat, empresari i polític Josep Gil i Dòria.